# 4674 Pauling
Pauling (asteroide 4674) é um asteroide da cintura principal, a 1,7282469 UA. Possui uma excentricidade de 0,0701681 e um período orbital de 925,54 dias (2,53 anos).
Pauling tem uma velocidade orbital média de 21,84701286 km/s e uma inclinação de 19,4417º.
Esse asteroide foi descoberto em 2 de Maio de 1989 por Eleanor Helin.
Seu nome é homenagem ao químico Linus Pauling.